# Kordel (Eifel)
Kordel is een plaats in de Duitse deelstaat Rijnland-Palts, en maakt deel uit van de Landkreis Trier-Saarburg. De gemeente is gelegen aan de Kyll en telt 2.171 inwoners.

## Bestuur
De plaats is een Ortsgemeinde en maakt deel uit van de Verbandsgemeinde Trier-Land.